# Sandra Echeverría
Pour les articles homonymes, voir Echeverria.
Sandra Tamara Echeverría Gamboa (née le 11 décembre 1984) est une chanteuse et actrice mexicaine, connue pour son rôle dans la telenovela Marina.

## Biographie
À l'âge de 13 ans, Sandra est repérée pour le chant, elle remporte le 1er prix du Festival Interescolar. Elle intègre un groupe musical Les Perfiles en tant que vocaliste soprano. Passant de concert en concert, plus de 200 en tout, le groupe se sépare et Sandra quitte le monde de la musique.
Elle devient mannequin, se tourne vers la comédie et joue dans diverses publicités. Repérée, elle fait ses débuts d'actrice, en 2002 dans la Telenovela Subete a mi moto. Elle prend des cours de comédie à Los Angeles. En 2006, elle enchaîne les projets : la telenovela Marina, le film Oakley 7, le doublage de Garfield 2, la publicité pour la marque Veet. En 2007, elle joue dans le film mexicain Condones.com et le film américain Crazy.
En 2008, elle fait le doublage dans le film Horton. Elle joue dans 4 longs métrages : les films de science-fiction mexicains, De dia y de noche et 2033, le film d'action américain Double Dagger et le film dramatique canadien Free Style. Dans Free Style, elle joue la petite amie de l'acteur principal Corbin Bleu qui joue le rôle de Cale Bryant.
Elle a donné un concert à Haïti le 14 février 2009, d'autres chanteurs étaient là comme Misty Jean ou Alan Cavé.
Le 18 septembre 2015 elle donne naissance à un petit garçon nommé Andrés .

## Filmographie

### Série télévisée
- 2002 : Súbete a mi Moto : Mariana
- 2004-2005 : Soñarás : Estefania
- 2006-2007 : Marina : Marina Hernández Alarcón
- 2010 : El Clon : Jade Mebarak
- 2010-2011 : Rosalinda y Primotivo
- 2011 : La force du destin : Lucía Lomeli Curiel
- 2012 : Relaciones peligrosas : Miranda Beatriz Cruz
- 2017 : La querida del Centauro : Ana Torres
- 2019 : La Usurpadora  : Paola/Paulina

### Cinéma
- 2006 : The Oakley Seven : Ana María
- 2007 : Crazy : Sultry Brunette
- 2008 : Free Style : Alex/Alejandra
- 2008 : Double Dagger : Carmen
- 2009 : De día y de noche : Aurora
- 2009 : 2033 : Lucía
- 2010 : Mujeres Patria : Carmen Camacho
- 2012 : Savages : Magda
- 2013 : Guía de Turistas